# Jodłownik (gromada)
Jodłownik – dawna gromada, czyli najmniejsza jednostka podziału terytorialnego Polskiej Rzeczypospolitej Ludowej w latach 1954–1972.
Gromady, z gromadzkimi radami narodowymi (GRN) jako organami władzy najniższego stopnia na wsi, funkcjonowały od reformy reorganizującej administrację wiejską przeprowadzonej jesienią 1954 do momentu ich zniesienia z dniem 1 stycznia 1973, tym samym wypierając organizację gminną w latach 1954–1972.
Gromadę Jodłownik z siedzibą GRN w Jodłowniku utworzono – jako jedną z 8759 gromad na obszarze Polski – w powiecie limanowskim w woj. krakowskim, na mocy uchwały nr 23/IV/54 WRN w Krakowie z dnia 6 października 1954. W skład jednostki weszły obszary dotychczasowych gromad Jodłownik, Kostrza i Mstów, ponadto miejscowość Markuszowa w jej granicach katastralnych oraz miejscowość Dąbrówka z dotychczasowej gromady Janowice, a także miejscowość Mokra z dotychczasowej gromady Góra św. Jana ze zniesionej gminy Jodłownik w tymże powiecie. Dla gromady ustalono 15 członków gromadzkiej rady narodowej.
31 grudnia 1961 do gromady Jodłownik przyłączono obszar zniesionej gromady Wilkowisko.
Gromada przetrwała do końca 1972 roku, czyli do kolejnej reformy gminnej. 1 stycznia 1973 reaktywowano gminę Jodłownik.